# تيبور سيمون
تيبور سيمون (بالمجرية: Simon Tibor)‏ (1 سبتمبر 1965 بودابست المجر - 23 أبريل 2002 بودابست المجر) هو لاعب كرة قدم مجري سابق كان يلعب كمدافع.

## مسيرته الكروية
لعب تيبور سيمون خلال مسيرته الاحترافية مع ناديين في ستة عشر موسمًا وسجل خلالها هدفين أثنين ضمن 216 مباراة. حيث فاز في أربعة مواسم بالكأس وفي ثلاثة مواسم بالدوري.
خاض تيبور سيمون مسيرته مع نادي فيرينتسفاروشي في موسم 1985–86 في المرة الأولى ليلعب معه اثنا عشر موسمًا ثم في موسم 1997–98 ولمدة موسمين، مشاركًا طوالها في 194 مباراة سجل خلالها هدفين. ثم انتقل إلى Budapesti VSC ‏ في موسم 1996–97 في المرة الأولى لمدة موسم واحد ثم في موسم 1999–00 لمدة موسم واحد، حيث شارك طوالها في 22 مباراة ولم يسجل أي هدف.

## وصلات خارجية
تيبور سيمون على موقع الاتحاد الدولي (مؤرشف)  (الإنجليزية)
- تيبور سيمون على موقع قاعدة بيانات كرة القدم.إي يو (الإنجليزية)
- تيبور سيمون على موقع ناشيونال فوتبول تيمز (الإنجليزية)